# Guido Manzo
Guido Manzo (Duronia, 12 giugno 1915 – Brlenic Cresanic, 30 gennaio 1943) è stato un militare italiano, insignito della medaglia d'oro al valor militare alla memoria nel corso della seconda guerra mondiale.

## Biografia
Nacque a Duronia, provincia di Campobasso, il 12 giugno 1915, figlio di Antonio e Angela di Salvo.
Di professione agricoltore, fu arruolato nel Regio Esercito prestando servizio militare di leva dall'aprile 1936 all'agosto 1937 presso il 56º Reggimento fanteria "Marche". Posto in congedo con il grado di caporale maggiore, fu richiamato in servizio attivo l'8 dicembre 1940, in piena seconda guerra mondiale. Presentatosi presso il deposito del 13º Reggimento fanteria "Pinerolo" di stanza a L'Aquila, dal 1º febbraio 1941 fu trasferito al 51º Reggimento fanteria "Alpi" con il quale partì, quindici giorni dopo, per l'Albania. Prese parte alle operazioni di guerra svoltesi sul fronte greco-albanese dal febbraio all’aprile 1941 e promosso sergente, partecipò alle successive operazioni svoltesi nei territori occupati della ex Jugoslavia. Cadde in combattimento a Brlenic Cresanic, Croazia, il 30 gennaio 1943, e fu insignito della medaglia d'oro al valor militare alla memoria.

### Fonti
1. ↑  Gruppo Medaglie d'Oro al Valore Militare 1965, p. 218.
2. 1 2 3 4 5  Combattenti Liberazione.
3. ↑   Manzo, Guido, su quirinale.it, Presidenza della Repubblica Italiana. URL consultato il 19 luglio 2020.
4. ↑  Registrato alla Corte dei conti il 31 agosto 1957, Esercito registro n.37, foglio 204.